# Magazzini del Sale

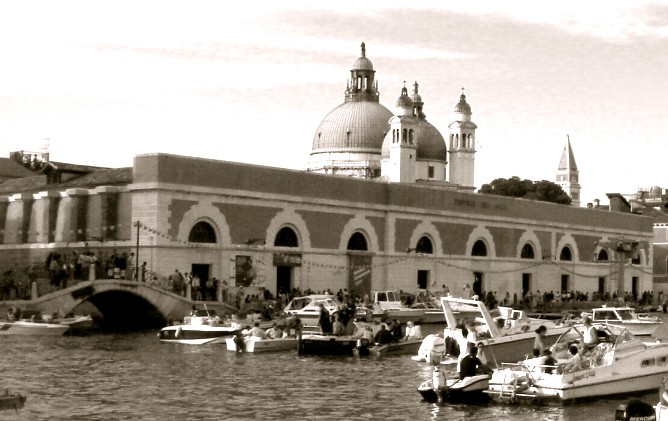
Vedere a palatului Magazzini del Sale. În spatele său se află Bazilica Santa Maria della Salute.

Magazzini del Sale (denumit și Saloni sau Emporio dei Sali) este un palat din Veneția, situat în sestiere Dorsoduro, de-a lungul Fondamenta delle Zattere, și cu vedere la Canalul Giudecca. 

## Istoric
Acest complex de dimensiuni mari a fost construit la începutul secolului al XV-lea într-un punct strategic al orașului: de fapt, de-a lungul acestei fondamenta (mal al unui canal) era unul din principalele locuri de acostare ale plutelor (în italiană zattera) și ambarcațiunilor care transportau mărfuri la Veneția.
Aici a fost ales locul de construcție al unui depozit de sare, produs de bază în economia orașului lagunar.
Complexul, proiectat de arhitectul Alvise Pigazzi (elev al celebrului Giannantonio Selva), a fost apoi restaurat cu finețe în jurul anului 1830.
În secolul al XX-lea, după desființare, depozitele de sare au trecut printr-o perioadă de declin, după care au fost refolosite ca spațiu pentru expoziții. După ultima renovare, o parte din clădire amenajată după planurile lui Renzo Piano adăpostește o expoziție permanentă de Emilio Vedova, inaugurată în anul 2009.

## Descriere
Fațada clădirii are doar un singur etaj și s-a dezvoltat în lungime, cu nouă portaluri majore surmontate de ferestre în formă de semilună; peste deschiderile centrale se află inscripția Emporio dei Sali.
În interior se află nouă spații în care era depozitată sarea și în care sunt organizate acum expozițiile sus-menționate.